# Maluszki
Maluszki – dawna kolonia. Tereny, na których była położona, leżą obecnie na Białorusi, w obwodzie mińskim, w rejonie miadzielskim, w sielsowiecie Słoboda.

## Historia
W czasach zaborów zaścianek w gminie Żośno, w powiecie wilejskim, w guberni wileńskiej Imperium Rosyjskiego. W 1905 roku liczył 10 mieszkańców, 14 dziesięcin.
Od 11 kwietnia 1922 osada leżała w Polsce, w województwie wileńskim, w powiecie duniłowickim, od 1927 roku w powiecie postawskim, w gminie Żośno.
W 1931 w 1 domu zamieszkiwało 5 osób.
W wyniku napaści ZSRR na Polskę we wrześniu 1939 miejscowość znalazła się pod okupacją sowiecką. 2 listopada została włączona do Białoruskiej SRR. 